# Ercan Kara
Ercan Kara (Viena, 3 de enero de 1996) es un futbolista austriaco que juega en la demarcación de delantero para el SK Rapid Viena de la Bundesliga.

## Selección nacional
Debutó con la selección de fútbol de Austria el 31 de marzo de 2021 en un partido de clasificación para la Copa Mundial de Fútbol de 2022 contra Dinamarca. El partido acabó con un resultado de 0-4 a favor del combinado danés tras los goles de Joakim Mæhle, Pierre Emile Højbjerg y un doblete de Andreas Skov Olsen.

## Clubes
| Club                    | País           | Año       | Partidos | Goles |
| ----------------------- | -------------- | --------- | -------- | ----- |
| SK Slovan HAC           | Australia      | 2012-2014 | 65       | 33    |
| FK Austria Viena II     | Australia      | 2014-2016 | 20       | 1     |
| F. C. Mauerwerk         | Australia      | 2016-2019 | 90       | 84    |
| SV Horn                 | Australia      | 2019-2020 | 18       | 15    |
| SK Rapid Viena          | Austria        | 2020-2022 | 84       | 37    |
| Orlando City S. C.      | Estados Unidos | 2022-2023 | 53       | 18    |
| Samsunspor              | Turquía        | 2023-2025 | 34       | 5     |
| SK Rapid Viena (cedido) | Austria        | 2025-     | 20       | 2     |

## Palmarés

### Títulos nacionales
| Título         | Club               | País           | Año  |
| -------------- | ------------------ | -------------- | ---- |
| U. S. Open Cup | Orlando City S. C. | Estados Unidos | 2022 |